# صموئيل رود
صموئيل رود (بالإنجليزية: Samuel Rohde)‏ (1788 بإنجلترا في المملكة المتحدة - 29 أغسطس 1847 في المملكة المتحدة) هو لاعب كريكت بريطاني (وحمل سابقاً جنسية المملكة المتحدة لبريطانيا العظمى وأيرلندا ومملكة بريطانيا العظمى). لعب مع نادي مارليبون للكريكت ‏.